# František Janda (architekt)

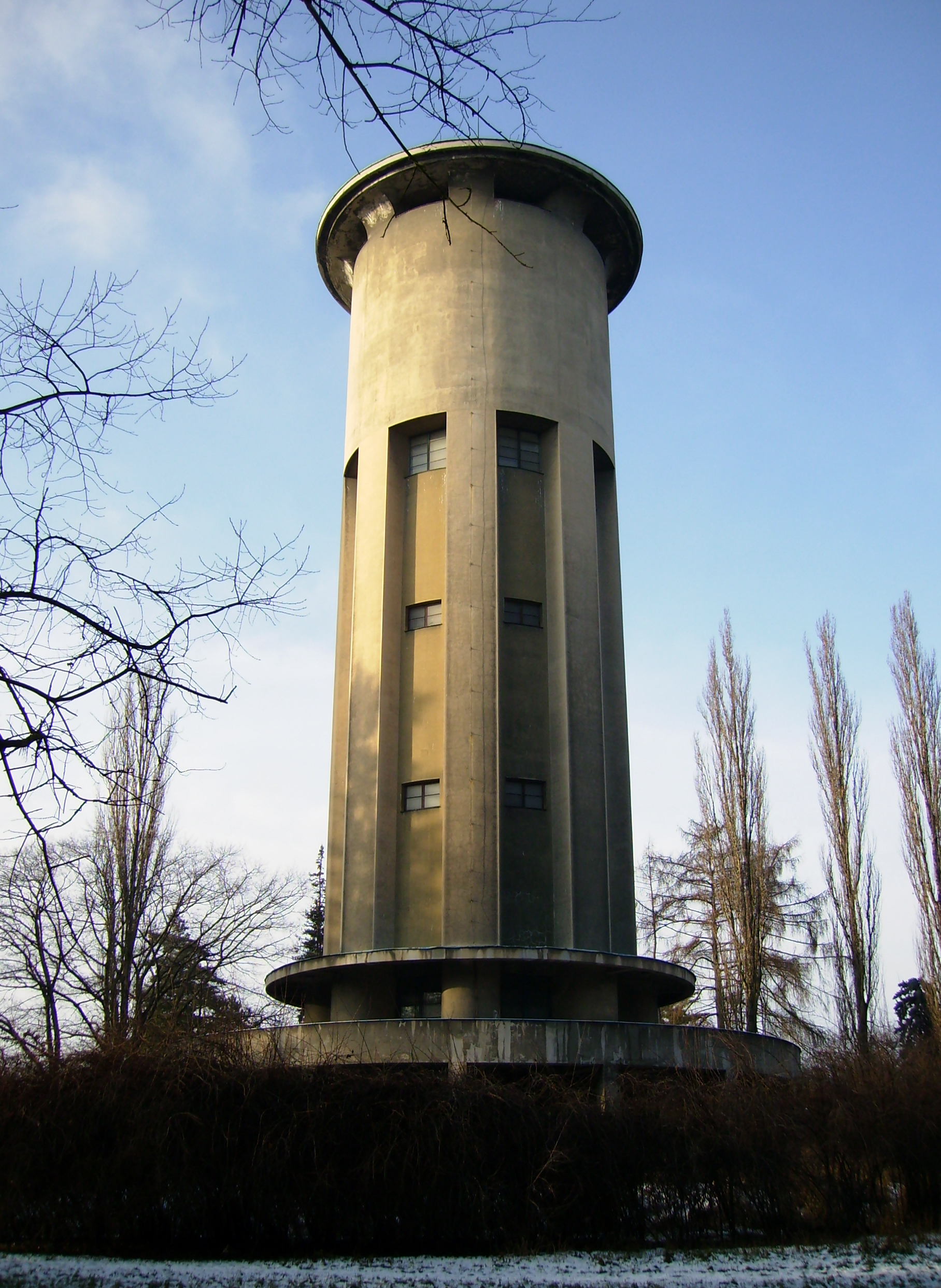
Vodárenská věž v Poděbradech

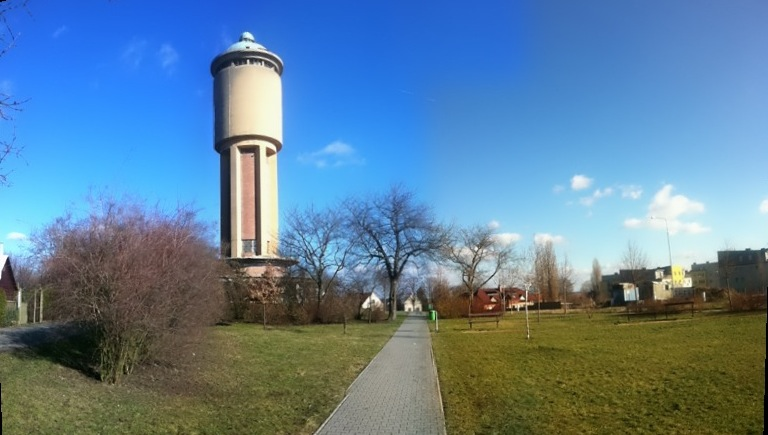
Vodárenská věž v Kolíně

František Janda, křtěný František Serafínský (10. září 1886 Běrunice – 2. března 1956 Praha), byl český architekt a urbanista. 

## Život
František Janda se narodil v Běrunicích v rodině kováře Jana Jandy a jeho ženy Anny rodem Horáčkové. Později studoval na Uměleckoprůmyslové škole pod vedením Jana Kotěry. Spolu s Václavem Štěpánem a spolkem Umělecká beseda založil stavební družstvo Umělecká beseda, které v roce 1925 dokončilo a vlastnilo v Praze na Malé Straně stejnojmennou budovu. Jako člen družstva v tomto domě v Besední ulici až do své smrti bydlel. Po jeho smrti byl v roce 1960 majetek družstva zkonfiskován, manželka Františka Jandy však v domě bydlela až do své smrti.

## Realizované stavby
- Zimní kolonáda v Poděbradech (1910)
- Letní kolonáda v Poděbradech (1911)
- Hotel Zimní lázně v Poděbradech (1912)
- Secesní lázeňský penzion s 30 pokoji na nároží Riegrova náměstí a Lázeňské ulice v Poděbradech (1912)
- Vila Amálka v Poděbradech
- Regulační plán Poděbrad (1912) a obce lázně Brestovičky
- Regulační plán Mladé Boleslavi (1921)
- Krajský soud s věznicí v Mladé Boleslavi (projekt 1923, stavba 1928-1930)
- Budova spořitelny v Mnichově Hradišti, Holicích a Bakově
- Budova záložny v Nové Pace a Mnichově Hradišti
- Funkcionalistická Waldekova vila v Hradci Králové (1937)

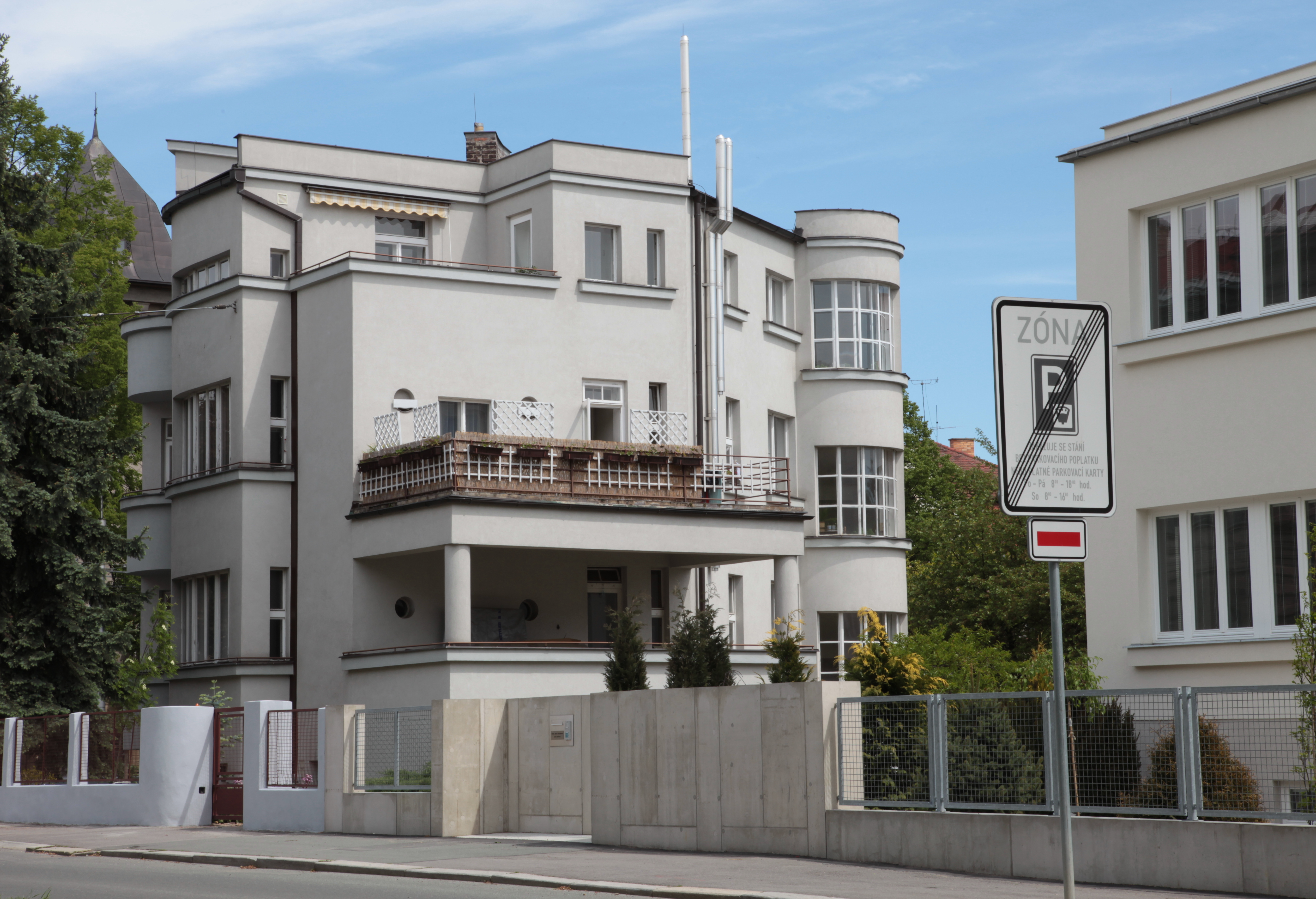
Waldekova vila
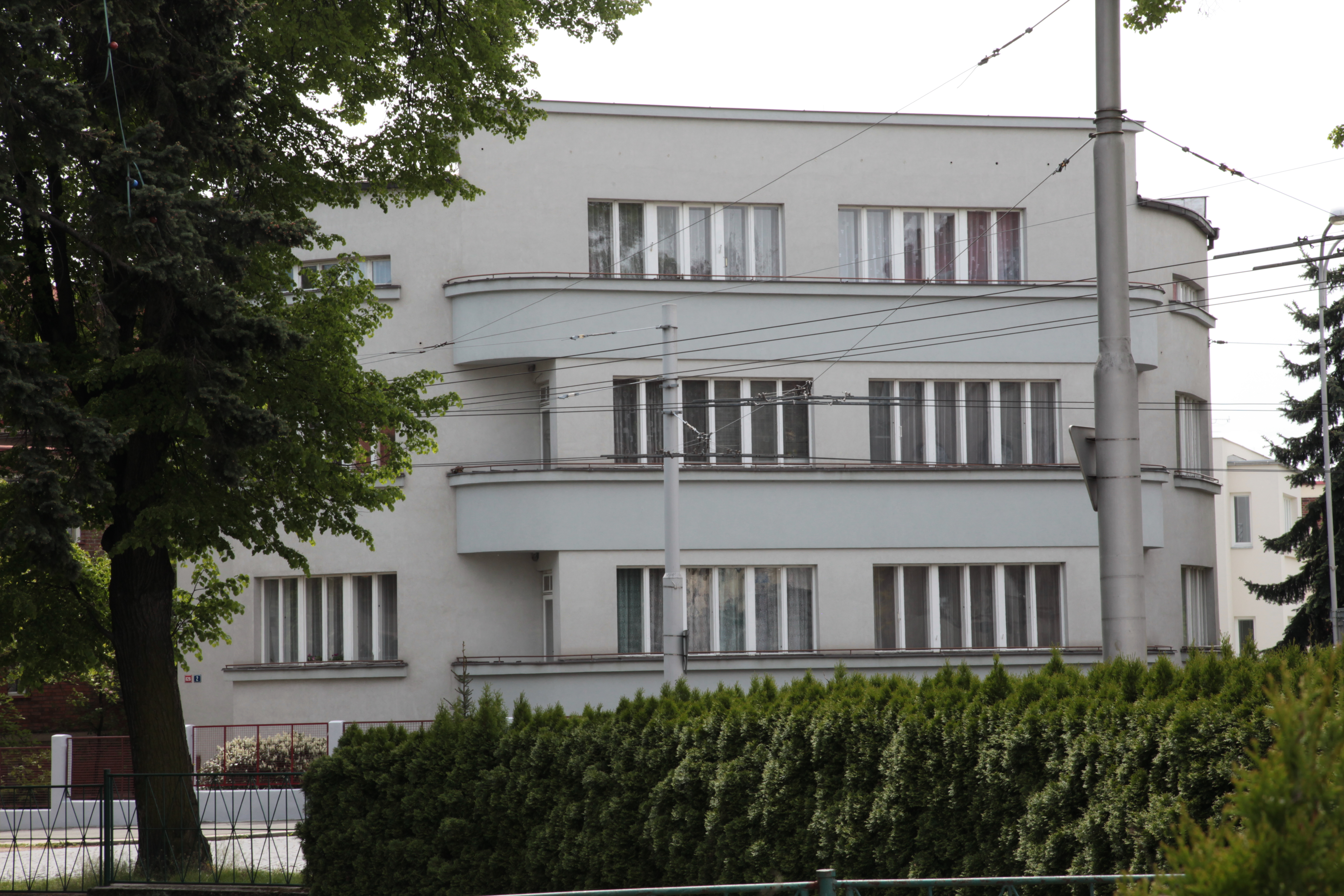
Waldekova vila
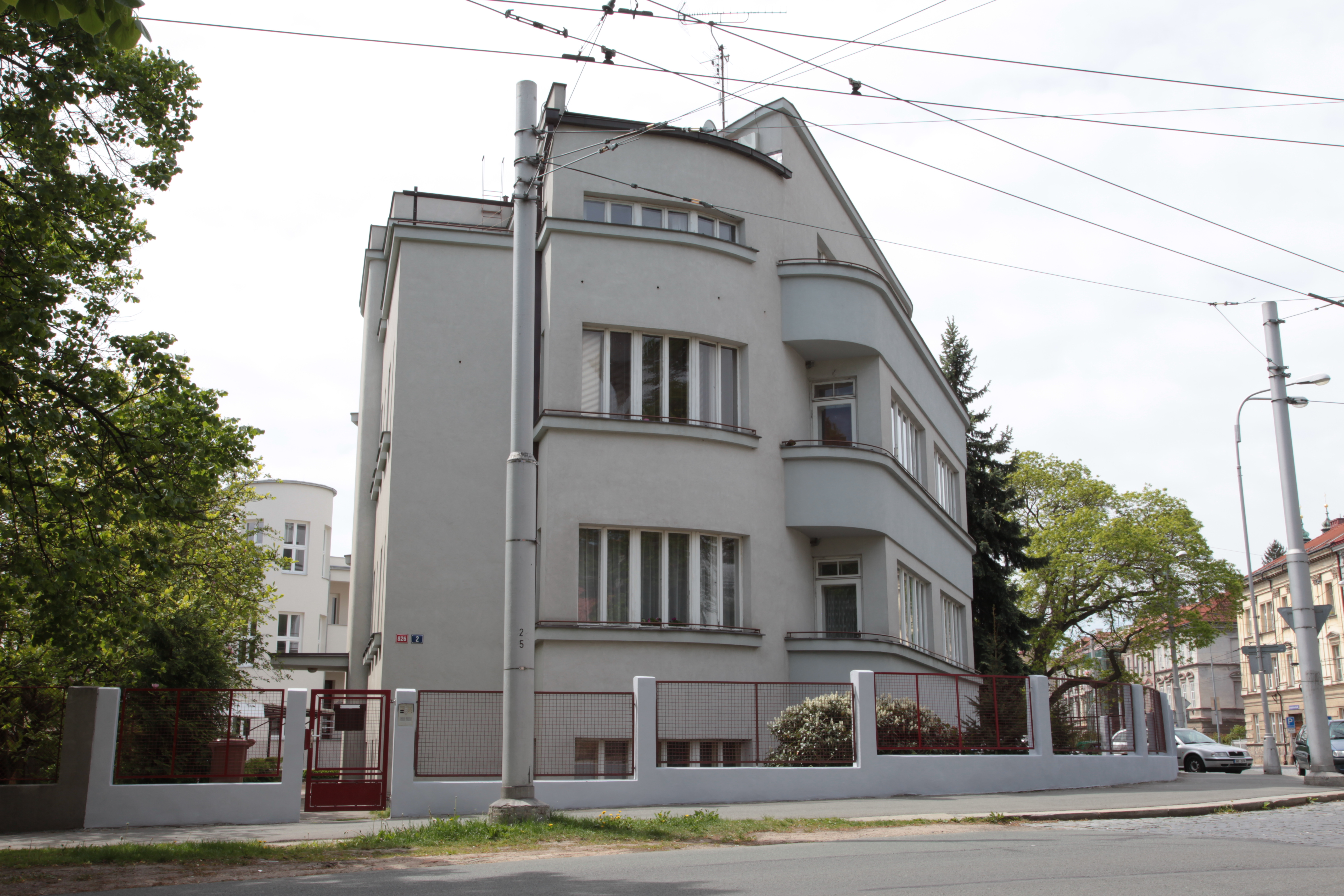
Waldekova vila
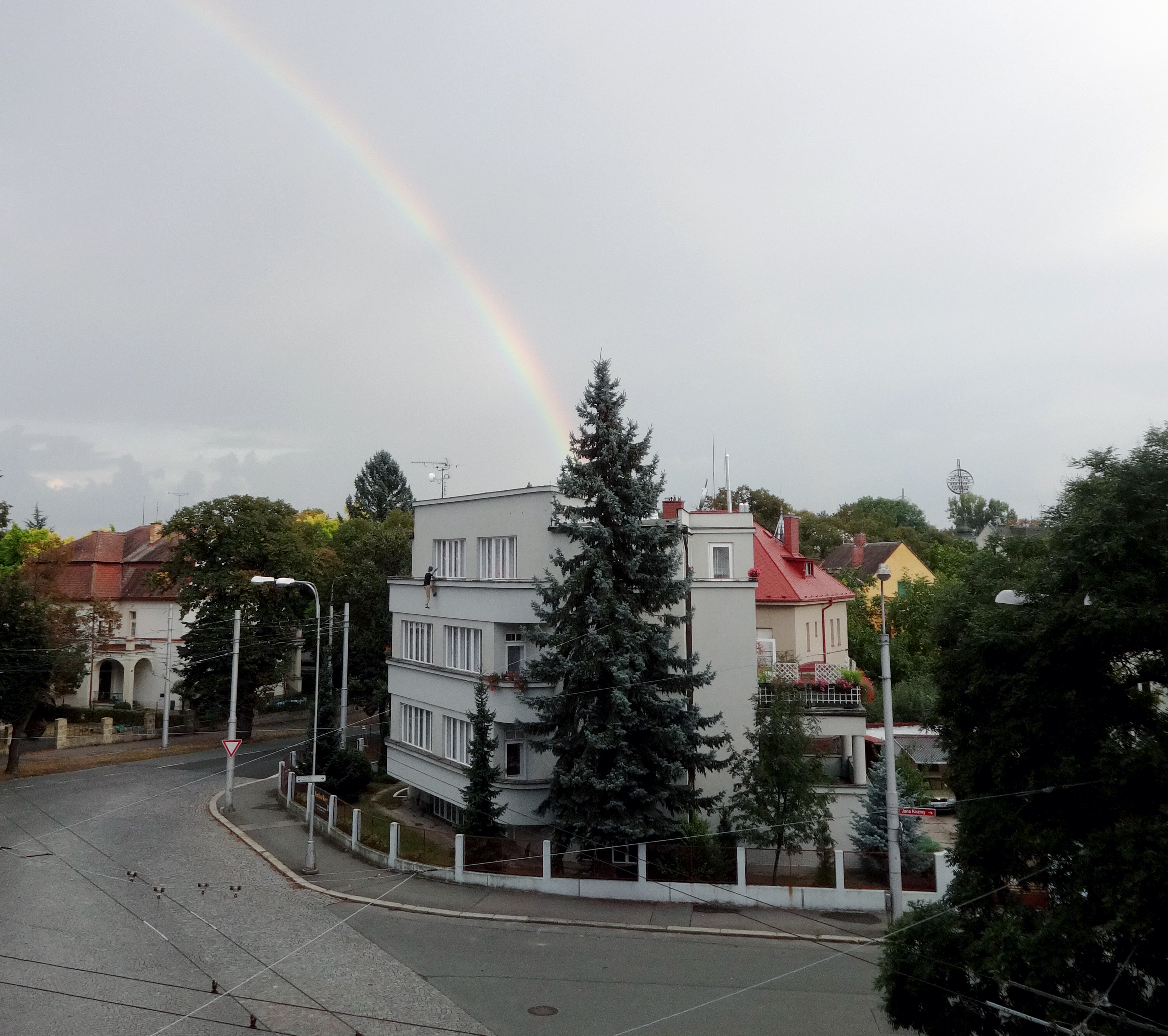
Waldekova vila

- Funkcionalistická budova Okresní hospodářské záložny v Novém Strašecí (realizace 1928–1930)[2]
- Vodojem v Kolíně (realizace 1930, autor původního projektu v roce 1928 Jan Vladimír Hráský[3]), Poděbradech, Jaroměři, Bělé pod Bezdězem a Pečkách
- Zrcadlové stavby někdejšího okresního a finančního úřadu v Sušici (realizace 1925–1932)[4]
- Restaurace a kavárna Merkur v Jablonci nad Nisou (realizace 1930)[5]
- Umělecká beseda, Praha, 1925 společně s Čeňkem Vořechem)